# Thailand Futsal League 2018
Die Thailand Futsal League 2018 war die 11. Saison der höchsten thailändischen Futsalliga seit ihrer Gründung im Jahr 2006. Titelverteidiger war der Chonburi Bluewave Futsal Club.

## Teilnehmende Mannschaften
| Mannschaft                          | Standort     |
| ----------------------------------- | ------------ |
| Bangkok BTS Futsal Club             | Bangkok      |
| Bangkok City Futsal Club            | Bangkok      |
| Cat Futsal Club                     | Bangkok      |
| Chonburi Bluewave Futsal Club       | Chonburi     |
| Department of Highways Futsal       | Nonthaburi   |
| Hongyen Thakam Futsal Club          | Ban Phaeo    |
| Kasem Bundit University Futsal Club | Bangkok      |
| Neu Khon Kaen Futsal Club           | Khon Kaen    |
| Pattaya Thai-Tech Futsal Club       | Pattaya      |
| Port Futsal Club                    | Bangkok      |
| Rajnavy Futsal Club                 | Samut Prakan |
| Samut Sakhon Futsal Club            | Samut Sakhon |
| Sisaket Futsal Club                 | Sisaket      |
| Surat Thani Futsal Club             | Surat Thani  |

## Abschlusstabelle
Saisonende 2018
| Pl. | Verein                              | Sp. | S  | U  | N  | Tore    | Diff. | Punkte |
| --- | ----------------------------------- | --- | -- | -- | -- | ------- | ----- | ------ |
| 1.  | Port Futsal Club                    | 26  | 20 | 5  | 1  | 097:460 | +51   | 65     |
| 2.  | Chonburi Bluewave Futsal Club (M)   | 26  | 20 | 4  | 2  | 102:500 | +52   | 64     |
| 3.  | Surat Thani Futsal Club             | 26  | 15 | 6  | 5  | 102:630 | +39   | 51     |
| 4.  | Bangkok BTS Futsal Club             | 26  | 14 | 6  | 6  | 092:580 | +34   | 48     |
| 5.  | Department of Highways Futsal       | 26  | 14 | 5  | 7  | 110:640 | +46   | 47     |
| 6.  | Hongyen Thakam Futsal Club          | 26  | 14 | 5  | 7  | 081:720 | +9    | 47     |
| 7.  | Rajnavy Futsal Club                 | 26  | 8  | 6  | 12 | 064:770 | −13   | 30     |
| 8.  | Samut Sakhon Futsal Club            | 26  | 7  | 7  | 12 | 066:810 | −15   | 28     |
| 9.  | Bangkok City Futsal Club            | 26  | 7  | 7  | 12 | 083:870 | −4    | 28     |
| 10. | Kasem Bundit University Futsal Club | 26  | 7  | 4  | 15 | 050:770 | −27   | 25     |
| 11. | Neu Khon Kaen Futsal Club           | 26  | 7  | 4  | 15 | 067:910 | −24   | 25     |
| 12. | Sisaket Futsal Club                 | 26  | 5  | 10 | 11 | 061:780 | −17   | 25     |
| 13. | Cat Futsal Club                     | 26  | 5  | 9  | 12 | 049:750 | −26   | 24     |
| 14. | Pattaya Thai-Tech Futsal Club       | 26  | 0  | 0  | 26 | 041:146 | −105  | 0      |